# Jonathan Atsu
Pour les articles homonymes, voir Atsu.
Jonathan Atsu, né le 27 septembre 1996 à Carhaix-Plouguer, est un nageur français.
Il est sacré champion de France du 200 mètres nage libre en 2017.